# Szegény vagyok
A Szegény vagyok kezdetű magyar népdalt Kodály Zoltán gyűjtötte: Átalment a Simonyics a hegyen szövegkezdetű dallamát Zsigárdon 1905-ben, szövegét a Zala vármegyei Komárvárosban 1925-ben.
Kodály Zoltán: A magyar népzene című könyvének példatárában Vargyas Lajos közöl egy népdalt, ami hangról hangra azonos az alábbival, de negyed helyett nyolcados ritmusú, éles és nyújtott ritmusok nélkül. Szövege Rozmaringot ültettem cserépbe kezdetű, de Vargyas közli az e szócikkbeli szöveget is. A dalt Kodály Zoltán gyűjtötte 1922-ben Lábatlanban. Vargyas a dalt a különleges ötfokúságú régi stílusúak közé sorolja.
Feldolgozás:
| Szerző        | Mire     | Mű                                | Előadás           |
| ------------- | -------- | --------------------------------- | ----------------- |
| Kodály Zoltán | daljáték | Háry János, 4. kaland, Örzse dala | [ 3 ] [ 4 ] [ 5 ] |

## Kottája és dallama
| Szegény vagyok, szegénynek születtem, A rózsámat igazán szerettem. Az irigyek elrabolták tőlem, Most lett szegény igazán belőlem. | Elmennék én messze földre lakni, ahol engem nem ismer majd senki. Úgy elmegyek a világ végére, hogy ne legyek senkinek terhére. |

Másik szöveg:
Rozmaringot ültettem cserépbe,

betettem a kertem közepére.

Rozmaringszál fölnőtt az ég felé,

gyönge vagyok a szeretőm mellé.

## Felvételek
- Szegény vagyok, szegénynek születtem… Előadja Kalmár Lajos furulyán  vimeo.com (2010. május 11.)  (Hozzáférés: 2016. január 31.) (videó)